# Mélanie Waldor
Mélanie Villenave, dite Mélanie Waldor, née le 29 juin 1796 à Nantes (Loire-Inférieure) et morte le 11 octobre 1871 à Paris 1er, est une femme de lettres française, à la fois romancière, poétesse et dramaturge.

## Biographie
Mélanie Villenave naît à Nantes le 11 messidor an IV (29 juin 1796). Elle est la fille de l'avocat et érudit Mathieu-Guillaume-Thérèse Villenave, et de son épouse, Jeanne-Marianne Tasset, ainsi que la sœur du poète Théodore Villenave. 
Le 29 mai 1822, Mélanie Villenave épouse dans sa ville natale François-Joseph Waldor, un officier d'origine belge. Installée à Paris, elle tient un salon littéraire chez ses parents, rue de Vaugirard. En 1827, elle devient la maîtresse d'Alexandre Dumas, sur lequel elle exerce une certaine influence. En 1835, elle noue une relation amoureuse avec Camillo Cavour lors d'un de ses déplacements à Paris. Vers 1838, elle rencontre le comte Charles de Mesnard, dont elle obtient la confiance. Il lui confie un recueil de correspondances qu'elle publiera cinq ans plus tard, en trois volumes, sous le titre Souvenirs intimes de M. le comte de Mesnard.
Elle débute en littérature en 1832 avec un roman historique, L’Écuyer d'Auberon, ou l'Oratoire de Bonsecours. En 1835, elle publie des Poésies du cœur ; ce recueil de vers est alors jugé remarquable par le sentiment, le goût et l'élégance.
André Maurois la décrit comme « frêle, jolie avec des yeux caressants et des mines pudiques qui affolent ».
Elle décède à Paris, 5 rue Saint-Roch, le 11 octobre 1871. Elle est inhumée le 14 octobre au cimetière du Montparnasse. Le 13 novembre 1968, l'emplacement est repris et les restes sont transférés à l'ossuaire du Père-Lachaise.

## Œuvres
Romans
- L'Écuyer Dauberon, ou l'Oratoire de Bonsecours, 1832
- Le Livre des jeunes filles, 1834

- Heures de récréation, 1835 Texte en ligne

- Pages de la vie intime, 2 vol., 1836

- L'Abbaye des Fontenelles, 2 vol., 1839
- Alphonse et Juliette, 2 vol., 1839 Lire en ligne sur Gallica
- La Coupe de corail, 2 vol., 1842 Texte en ligne 1 2
- André le Vendéen, 2 vol., 1843 tome 1 tome 2
- Le Château de Ramsberg, 2 vol., 1844
- Charles Mandel, 2 vol., 1846 Texte en ligne 1 2
- Les Moulins en deuil, épisode de la guerre de la Vendée, 1793, 1852 Texte en ligne
- Jeannette, 1861 Texte en ligne
- Nelly, ou la Piété filiale, 1882

Théâtre
- L'École des jeunes filles, drame en 5 actes, Paris, Renaissance, 29 avril 1841
- La Tirelire de Jeannette, comédie-vaudeville en 1 acte, Paris, Ambigu-Comique, 16 avril 1859
- La Mère Grippetout, vaudeville en 1 acte, Paris, Ambigu-Comique, 21 avril 1861
- Le Retour du soldat, saynète patriotique en 1 acte, Paris, Ambigu-Comique, 15 août 1863

Poésie
- Poésies du cœur, 1835

Musique
- Cantate dédiée à S.M. l'impératrice Eugénie, 1853

Correspondance
- Lettres inédites de Mélanie Waldor, précédées d'une notice biographique, 1905

Autres publications
- Souvenirs intimes de M. le Comte de Mesnard, premier écuyer et chevalier d'honneur de S.A.R. Madame la duchesse de Berry, publiés par Mélanie Waldor et précédés d'une notice, 3 vol. , 1844 Texte en ligne vol 1 vol 2vol 3

## Postérité
La rose Mélanie Waldor (obtenteur Vibert)